# InstaDeep
InstaDeep est une start-up basée à Londres, spécialisée en intelligence artificielle fondée en 2014 par Karim Beguir et Zohra Slim,.
Elle est notamment connue pour avoir développé un système d'alerte sur les variants du Covid-19.

## Histoire
InstaDeep, fondée en 2014 par Karim Beguir, polytechnicien diplômé en mathématiques appliquées de l'université de New York, et Zohra Slim, passionnée d'informatique et ancienne directrice d'une agence de communication numérique, est une entreprise qui développe des solutions d'intelligence artificielle.
En 2019, la start-up lève sept millions de dollars en série A auprès d'AfricInvest et d'Effort Catalyseur.
Par la suite, en 2020, InstaDeep ouvre des bureaux à Londres, Paris, Tunis, Lagos, Dubaï, ainsi qu'à Berlin, Boston, Le Cap, San Francisco et Kigali,.
En avril 2021, InstaDeep, devient fournisseur de Nvidia, pour son expertise en solutions basées sur les GPU notamment.
En août 2022, InstaDeep, en partenariat avec Google et le ministère tunisien de l'Industrie, organise Al Hack Tunisia, le plus grand hackathon d'intelligence artificielle et d'apprentissage automatique de la région MENA.
En janvier 2023, InstaDeep est rachetée par BioNTech pour 636 millions d'euros,.
En septembre, InstaDeep et Gomycode ouvrent une école d'intelligence artificielle à Tataouine (Tunisie) pour former des jeunes aux technologies de l'IA.
Le 18 juin 2024, InstaDeep et Syngenta annoncent une collaboration dans le secteur agricole.
En septembre, en partenariat avec Google, InstaDeep lance une nouvelle version de la plateforme de conception de puces électronique.

## Développement et partenariats
InstaDeep collabore avec plusieurs entreprises et instituts de recherche, notamment Google DeepMind, Nvidia, et l'université d'Oxford, afin de développer des solutions avancées en intelligence artificielle,,.